# Campionato sudamericano femminile under 20 di pallavolo 2018
Il campionato sudamericano femminile under 20 di pallavolo 2018 si è svolto dal 17 al 21 ottobre 2018 a Lima, in Perù: al torneo hanno partecipato otto squadre nazionali under 20 sudamericane e la vittoria finale è andata per la ventesima volta, la quindicesima consecutiva, al Brasile.

## Impianti
|                                                                                                |  |  |
|                                                                                                |  |  |
| Complejo Deportivo Niño Héroe Manuel Bonilla Città: Lima Capienza: 6 500 Anno d'apertura: 1995 |  |  |

## Regolamento

### Formula
Le squadre hanno disputato una prima fase a gironi con formula del girone all'italiana; al termine della prima fase:
- Le prime due classificate di ogni girone hanno acceduto alla fase finale per il primo posto, strutturata in semifinali, finale per il terzo posto e finale.
- Le ultime due classificate di ogni girone hanno acceduto alla fase finale per il quinto posto, strutturata in semifinali, finale per il settimo posto e finale per il quinto posto.

### Criteri di classifica
Se il risultato finale è stato di 3-0 o 3-1 sono stati assegnati 3 punti alla squadra vincente e 0 a quella sconfitta, se il risultato finale è stato di 3-2 sono stati assegnati 2 punti alla squadra vincente e 1 a quella sconfitta.
L'ordine del posizionamento in classifica è stato definito in base a:
- Numero di partite vinte;
- Punti;
- Ratio dei set vinti/persi;
- Ratio dei punti realizzati/subiti;
- Risultati degli scontri diretti.

## Squadre partecipanti
| Squadra   | Qualificazione      | Ultima partecipazione |
| --------- | ------------------- | --------------------- |
| Argentina | -                   | Brasile 2016          |
| Bolivia   | -                   | Perù 2008             |
| Brasile   | -                   | Brasile 2016          |
| Cile      | -                   | Brasile 2016          |
| Colombia  | -                   | Colombia 2014         |
| Ecuador   | -                   | Bolivia 1992          |
| Perù      | Paese organizzatore | Brasile 2016          |
| Uruguay   | -                   | Brasile 2016          |

## Torneo

### Fase a gironi
| Girone A | Girone B  |
| -------- | --------- |
| Cile     | Argentina |
| Ecuador  | Brasile   |
| Perù     | Bolivia   |
| Uruguay  | Colombia  |

#### Girone A

##### Risultati
| 17 ottobre 2018 Complejo Deportivo Niño Bonilla, Lima Durata: ? - Spettatori: ? | Uruguay | 0 - 3 | Cile    | 8-25, 11-25, 20-25         |
| 17 ottobre 2018 Complejo Deportivo Niño Bonilla, Lima Durata: ? - Spettatori: ? | Perù    | 3 - 0 | Ecuador | 25-10, 25-10, 25-20        |
| 18 ottobre 2018 Complejo Deportivo Niño Bonilla, Lima Durata: ? - Spettatori: ? | Uruguay | 1 - 3 | Ecuador | 25-23, 19-25, 22-25, 15-25 |
| 18 ottobre 2018 Complejo Deportivo Niño Bonilla, Lima Durata: ? - Spettatori: ? | Perù    | 3 - 0 | Cile    | 25-23, 25-8, 25-14         |
| 19 ottobre 2018 Complejo Deportivo Niño Bonilla, Lima Durata: ? - Spettatori: ? | Cile    | 3 - 1 | Ecuador | 25-15, 25-15, 24-26, 25-12 |
| 19 ottobre 2018 Complejo Deportivo Niño Bonilla, Lima Durata: ? - Spettatori: ? | Perù    | 3 - 0 | Uruguay | 25-21, 25-13, 25-13        |

##### Classifica
| Pos | Squadra | Pt | G | V | P | SV | SP | Ratio | PF  | PS  | Ratio |
| --- | ------- | -- | - | - | - | -- | -- | ----- | --- | --- | ----- |
| 1   | Perù    | 9  | 3 | 3 | 0 | 9  | 0  | MAX   | 225 | 132 | 1,704 |
| 2   | Cile    | 6  | 3 | 2 | 1 | 6  | 4  | 1,500 | 219 | 182 | 1,203 |
| 3   | Ecuador | 3  | 3 | 1 | 2 | 4  | 7  | 0,571 | 206 | 250 | 0,824 |
| 4   | Uruguay | 0  | 3 | 0 | 3 | 1  | 9  | 0,111 | 167 | 248 | 0,673 |

#### Girone B

##### Risultati
| 17 ottobre 2018 Complejo Deportivo Niño Bonilla, Lima Durata: ? - Spettatori: ? | Brasile   | 3 - 0 | Bolivia   | 25-13, 25-16, 25-12        |
| 17 ottobre 2018 Complejo Deportivo Niño Bonilla, Lima Durata: ? - Spettatori: ? | Argentina | 3 - 0 | Colombia  | 25-17, 25-14, 25-19        |
| 18 ottobre 2018 Complejo Deportivo Niño Bonilla, Lima Durata: ? - Spettatori: ? | Argentina | 3 - 0 | Bolivia   | 25-7, 25-16, 25-14         |
| 18 ottobre 2018 Complejo Deportivo Niño Bonilla, Lima Durata: ? - Spettatori: ? | Brasile   | 3 - 0 | Colombia  | 25-16, 25-23, 27-25        |
| 19 ottobre 2018 Complejo Deportivo Niño Bonilla, Lima Durata: ? - Spettatori: ? | Colombia  | 3 - 0 | Bolivia   | 25-14, 25-11, 25-13        |
| 19 ottobre 2018 Complejo Deportivo Niño Bonilla, Lima Durata: ? - Spettatori: ? | Brasile   | 1 - 3 | Argentina | 25-20, 26-28, 20-25, 11-25 |

##### Classifica
| Pos | Squadra   | Pt | G | V | P | SV | SP | Ratio | PF  | PS  | Ratio |
| --- | --------- | -- | - | - | - | -- | -- | ----- | --- | --- | ----- |
| 1   | Argentina | 9  | 3 | 3 | 0 | 9  | 1  | 9,000 | 248 | 169 | 1,467 |
| 2   | Brasile   | 6  | 3 | 2 | 1 | 7  | 3  | 2,333 | 234 | 203 | 1,152 |
| 3   | Colombia  | 3  | 3 | 1 | 2 | 3  | 6  | 0,500 | 189 | 190 | 0,994 |
| 4   | Bolivia   | 0  | 3 | 0 | 3 | 0  | 9  | 0,000 | 116 | 225 | 0,515 |

### Fase finale

#### Finali 1º e 3º posto
|  | Semifinali | Semifinali | Semifinali |           |         | Finale 1º/2º posto | Finale 1º/2º posto | Finale 1º/2º posto |  |
|  |            |            |            |           |         |                    |                    |                    |  |
|  | Perù       | Perù       | 1          |           |         |                    |                    |                    |  |
|  | Perù       | Perù       | 1          |           |         |                    |                    |                    |  |
|  | Brasile    | Brasile    | 3          |           |         |                    |                    |                    |  |
|  | Brasile    | Brasile    | 3          |           | Brasile | Brasile            | 3                  |                    |  |
|  |            |            |            |           | Brasile | Brasile            | 3                  |                    |  |
|  |            |            | Argentina  | Argentina | 2       |                    |                    |                    |  |
|  | Argentina  | Argentina  | Argentina  | Argentina | 2       | 3                  |                    |                    |  |
|  | Argentina  | Argentina  |            |           |         | 3                  |                    |                    |  |
|  | Cile       | Cile       | 0          |           |         | Finale 3º/4º posto | Finale 3º/4º posto | Finale 3º/4º posto |  |
|  | Cile       | Cile       | 0          |           |         |                    |                    |                    |  |
|  |            |            |            |           |         |                    |                    |                    |  |
|  |            |            |            |           |         | Perù               | Perù               | 3                  |  |
|  |            |            |            |           |         | Perù               | Perù               | 3                  |  |
|  |            |            |            |           |         | Cile               | Cile               | 0                  |  |

##### Semifinali
| 20 ottobre 2018 Complejo Deportivo Niño Bonilla, Lima Durata: ? - Spettatori: ? | Argentina | 3 - 0 | Cile    | 25-12, 27-25, 25-16        |
| 20 ottobre 2018 Complejo Deportivo Niño Bonilla, Lima Durata: ? - Spettatori: ? | Perù      | 1 - 3 | Brasile | 22-25, 25-23, 23-25, 14-25 |

##### Finale 3º posto
| 21 ottobre 2018 Complejo Deportivo Niño Bonilla, Lima Durata: ? - Spettatori: ? | Perù | 3 - 0 | Cile | 25-16, 25-19, 25-15 |

##### Finale
| 21 ottobre 2018 Complejo Deportivo Niño Bonilla, Lima Durata: ? - Spettatori: ? | Brasile | 3 - 2 | Argentina | 25-23, 25-21, 25-27, 19-25, 15-12 |

#### Finali 5º e 7º posto
|  | Semifinali | Semifinali | Semifinali |          |         | Finale 1º/2º posto | Finale 1º/2º posto | Finale 1º/2º posto |  |
|  |            |            |            |          |         |                    |                    |                    |  |
|  | Ecuador    | Ecuador    | 0          |          |         |                    |                    |                    |  |
|  | Ecuador    | Ecuador    | 0          |          |         |                    |                    |                    |  |
|  | Bolivia    | Bolivia    | 3          |          |         |                    |                    |                    |  |
|  | Bolivia    | Bolivia    | 3          |          | Bolivia | Bolivia            | 0                  |                    |  |
|  |            |            |            |          | Bolivia | Bolivia            | 0                  |                    |  |
|  |            |            | Colombia   | Colombia | 3       |                    |                    |                    |  |
|  | Colombia   | Colombia   | Colombia   | Colombia | 3       | 3                  |                    |                    |  |
|  | Colombia   | Colombia   |            |          |         | 3                  |                    |                    |  |
|  | Uruguay    | Uruguay    | 0          |          |         | Finale 3º/4º posto | Finale 3º/4º posto | Finale 3º/4º posto |  |
|  | Uruguay    | Uruguay    | 0          |          |         |                    |                    |                    |  |
|  |            |            |            |          |         |                    |                    |                    |  |
|  |            |            |            |          |         | Ecuador            | Ecuador            | 1                  |  |
|  |            |            |            |          |         | Ecuador            | Ecuador            | 1                  |  |
|  |            |            |            |          |         | Uruguay            | Uruguay            | 3                  |  |

##### Semifinali
| 20 ottobre 2018 Complejo Deportivo Niño Bonilla, Lima Durata: ? - Spettatori: ? | Ecuador  | 0 - 3 | Bolivia | 24-26, 16-25, 23-25 |
| 20 ottobre 2018 Complejo Deportivo Niño Bonilla, Lima Durata: ? - Spettatori: ? | Colombia | 3 - 0 | Uruguay | 25-12, 25-21, 25-12 |

##### Finale 7º posto
| 21 ottobre 2018 Complejo Deportivo Niño Bonilla, Lima Durata: ? - Spettatori: ? | Ecuador | 1 - 3 | Uruguay | 22-25, 16-25, 25-19, 21-25 |

##### Finale 5º posto
| 21 ottobre 2018 Complejo Deportivo Niño Bonilla, Lima Durata: ? - Spettatori: ? | Bolivia | 0 - 3 | Colombia | 15-25, 13-25, 11-25 |

## Podio

### Campione
Formazione: Rosely Nogueira, Laura Kudiess, Nicole Drewnick, Beatriz Santana, Daniela Seibt, Jheovana Sebastião, Kisy do Nascimento, Tainara Santos, Daniela Cechetto, Larissa Besen, Júlia Bergmann, Keyla Alves, CT: -

## Classifica finale
| Pos | Squadra   | Qualificazione                    |
| --- | --------- | --------------------------------- |
|     | Brasile   | Campionato mondiale under 20 2019 |
|     | Argentina | Campionato mondiale under 20 2019 |
|     | Perù      |                                   |
| 4   | Cile      |                                   |
| 5   | Colombia  |                                   |
| 6   | Bolivia   |                                   |
| 7   | Uruguay   |                                   |
| 8   | Ecuador   |                                   |

## Premi individuali
| Premio                 | Nome               | Squadra   |
| ---------------------- | ------------------ | --------- |
| MVP                    | Victoria Mayer     | Argentina |
| Miglior palleggiatrice | Victoria Mayer     | Argentina |
| Miglior opposto        | Jheovana Sebastião | Brasile   |
| Miglior schiacciatrice | Ángeles Ligorria   | Argentina |
| Miglior schiacciatrice | Tainara Santos     | Brasile   |
| Miglior centrale       | Bianca Farriol     | Argentina |
| Miglior centrale       | Flavia Montes      | Perù      |
| Miglior libero         | Keyla Alves        | Brasile   |